# Axel Wahlberg
Axel Herbert "Acke" Wahlberg (ur. 17 października 1941 w Sztokholmie, zm. 6 listopada 1961 w Turku) – szwedzki szermierz, brązowy medalista mistrzostw świata.
Podczas mistrzostw świata w Turynie w 1961 roku Szwedzi w składzie: Göran Abrahamsson, Ivar Genesjö, Hans Lagerwall, Orvar Lindwall, Berndt-Otto Rehbinder i Axel Wahlberg zdobyli brązowy medal w szpadzie drużynowej. Był to jego jedyny medal wywalczony w zawodach tego cyklu.
Nigdy nie wziął udziału w igrzyskach olimpijskich.
Zmarł wskutek otrzymanych obrażeń na zawodach szermierczych w Turku.